# Justizamt Qualendorf
Das Justizamt Qualendorf (ab 1838: Justizamt Quellendorf) war von 1819 bis 1850 eine Gerichts- und Verwaltungseinheit im Herzogtum Anhalt-Dessau mit Sitz in Qualendorf.

## Geschichte
Im Jahre 1819 wurde das Justizamt Qualendorf aus folgenden bisherigen Bestandteilen gebildet:
| Amt                                       | Hauptort              | Einwohner 1817 | Orte                                                                               |
| ----------------------------------------- | --------------------- | -------------- | ---------------------------------------------------------------------------------- |
| Amt Radegast                              | Radegast              | 1009           | Radegast, Zehmitz, Zehbitz, Lennewitz, Weylau                                      |
| Amt Fraßdorf                              | Fraßdorf              | 1545           | Fraßdorf, Zehmigkau, Weilendorf, Körnitz, Wadendorf, Hinsdorf, Lingenau, Kochstedt |
| Amt Reupzig                               | Reupzig               | 301            | Reupzig, Storkau, Friedrichsdorf                                                   |
| Amt Libbesdorf                            | Libbesdorf            | 428            | Libbesdorf, Lausigk, Naundorf                                                      |
| Amt Scheuder                              | Scheuder              | 1709           | Scheuder, Elsnigk, Rosefeld, Reppichau, Qualendorf, Diesdorf                       |
| Fürstliche Gerichte Hoyersdorf und Tornau | Hoyersdorf und Tornau | 285            | Hoyersdorf, Tornau                                                                 |
| Summe                                     |                       | 5277           | 27 Orte                                                                            |

Im Jahre 1822 wurde der Sitz nach Qualendorf verlegt. 1838 wurde Qualendorf nach Quellendorf umbenannt und das Justizamt trug dann den Namen Justizamt Quellendorf. Das Justizamt war sowohl Gericht erster Instanz als auch Verwaltungsbehörde. Als Appellationsgerichte diente die herzogliche Regierung in Dessau.

## Neuorganisation 1849/50
Mit der Märzrevolution war eine umfassende Verwaltungs- und Justizreform verbunden. Die Trennung der Rechtsprechung von der Verwaltung wurde eingeführt und die Patrimonialgerichte abgeschafft. Die Verwaltungsaufgaben übernahmen die Kreisdirektionen und die Gerichtsfunktionen die Kreisgerichte und Kreisgerichtskommissionen.
Für die Justiz entstand so das Kreisgericht Dessau mit einer Kreisgerichtskommission in Quellendorf. Dieses war dem Oberlandesgericht Dessau in zweiter und Oberappellationsgericht Jena letzter Instanz übergeordnet. Die Verwaltungsaufgaben übernahm die die Kreisdirektion Dessau.